# Saloptia powelli
Saloptia powelli е вид бодлоперка от семейство Serranidae.

## Разпространение и местообитание
Видът е разпространен в Австралия, Американска Самоа, Вануату, Маршалови острови, Микронезия, Остров Рождество, Острови Кук, Провинции в КНР, Самоа, Северни Мариански острови, Тайван, Тонга, Фиджи, Филипини, Френска Полинезия и Япония.
Обитава океани, морета и рифове. Среща се на дълбочина от 140 до 366 m, при температура на водата около 13 °C и соленост 34,9 ‰.

## Описание
На дължина достигат до 39 cm.